# Тан (Шаранский район)
Тан (баш. Таң) — деревня в Шаранском районе Республики Башкортостан Российской Федерации. Входит в состав Чалмалинского сельсовета.

## География

### Географическое положение
Деревня находится в юго-западной части района, на границе с Туймазинским районом, у истока речки Челмал. Расстояние до:
- районного центра (Шаран): 14 км,
- центра сельсовета (Чалмалы): 6 км,
- ближайшей ж/д станции (Туймазы): 33 км.

## История
Товарищество Тан возникло в голодном 1921 году в результате переселения нескольких семей из деревни Чалмалы; в 1925 году оно относилось к Аднагуловской укрупнённой волости Белебеевского кантона Башкирской АССР, было 18 хозяйств, в населении преобладали тептяри.
В 1930 году при упразднении кантонов товарищество вошло в состав Туймазинского района, в 1935 году был образован Шаранский район.
В 1931 году на базе четырёх населённых пунктов образуется колхоз им. Клары Цеткин, в 1934—36 годах существовал отдельный колхоз «Кызыл тан» («Красная заря»). В 1935 году открылась начальная школа (работала до 1967 года).
В 1939 году в посёлке Тан Челмалинского сельсовета Шаранского района 157 жителей. 
В начале 50-х — уже деревня.
В 1950-х годах количество дворов достигало 40.
В 1959 году в деревне Тан — 164 жителя.
В 1963—64 годах деревня входила в состав Туймазинского сельского, в 1964—67 годах — Бакалинского районов, затем вновь в Шаранском районе.
В 1970 году в деревне Чалмалинского сельсовета — 70 человек. В 1979-м — 21 житель.
В 1989 году — 16 человек.
В 2002 году — 3 человека (2 мужчины, 1 женщина).
В 2010 году — 16 жителей (9 мужчин, 7 женщин).

## Население
| 2002 | 2009 | 2010 |
| ---- | ---- | ---- |
| 3    | ↗18  | ↘16  |

Национальный состав
Жители деревни записывались то татарами, то башкирами.
Согласно переписи 2002 года — башкиры (100 %).

## Инфраструктура
Деревня электрифицирована, но не газифицирована. Единственная улица — Центральная — представляет собой просёлочную дорогу. Рядом находится компрессорная станция Шаранского линейного производственного управления магистральных газопроводов.